# Јованка Стојковић
Јованка Стојковић (Темишвар, 1852 — Париз, 1892) била је прва српска професионална пијанисткиња. Била је ученица чувеног пијанисте Франца Листа који је Јованку назвао „најбољим пијанистом 19. века”.

## Живот и рад
Рођена је у Темишвару 1852. године као Ирен Јоана Лудовика Стојковић у ванбрачној заједници племића Петра Стојковића и трговачке ћерке Јоане Бухлер. Била је ученица Српске реалне гимназије Темишвар коју су похађали бројни знаменити Срби, између осталих и Милош Црњански. Њено рано детињство је остало непознаница, али је о годинама њеног уметничког полета остављен знатан траг. Први помен Јованке Стојковић у нашој средини долази из пера Бранка Мушицког који је о њој записао: „У веома сиромашној уметничкој градини српској, пупи цветак, који својим мирисом мало да неће надмирисати све своје друге и другове. То је Јованка Стојковићева, млада и лепа Српкиња из Темишвара… Учитељ Лист изјавио је да је сматра првом пијанисткињом данашњега века! Колико нам годи такав глас о нашој дичној Српкињи, толико ћемо већма жалити, ако уживање у њеној вештини за српство буде забрањени плод.“ Јованка Стојковић, иако одрасла и одгајена у иностранству, у мирној и удобној грађанској средини која јој је омогућила солидно музичко образовање и несметано усредсређивање на њен музичарски позив — није се оглушила ни о друштвену стварност и политичке прилике свога времена.
До своје двадесете године Јованка је живела у Прагу и Бечу. Очито је да су њену музичку обдареност рано уочили велики европски музичари: клавир је учила код Александра Драјшока, угледног чешког пијанисте, а потом код самог Франца Листа. Јасно је – ући у Листову класу могли су само најдаровитији. Уосталом, Лист је био познат по искреном, оштром и беспоговорном ставу према ученицима. У то доба, после Шопенове смрти (1849. године), Франц Лист важио је за највећег живог пијанисту.
Јованка је врло брзо након што се појавила на музичкој сцени освојила концертне дворане Сомбора, Београда, Вршца, Панчева, Суботице... Новосађани су је највише заволели, а приказ низа концерата које је одржала објавио је у листу „Застава" песник Јован Јовановић Змај, који ју је уздизао до звезда. На њеном богатом и разноврсном репертоару нашли су се Лист, Доницети, Гуно, Шуберт, Моцарт, Менделсон, Вагнер, Станковић, али и композиције које је сама компоновала. Као певачица, тумачила је арије из Хендлових и Глукових опера.
Јованкине концерте посећивали су многи угледни Срби, људи од пера, уметници... и сви су имали речи хвале за њену виртуозност на клавиру. Међу њима је био Лаза Костић, али и Јован Суботић који је после једног Јованкиног концерта, написао ове стихове:
„Ти ћеш поћи;
примиће те сва туђина пуста,
странски ће им зборит твоја уста,
али твоји прсти
збориће им српски.
Ти ћеш поћи;
ал’ из нашег санка никад, Јанка!
Па кад опет буде чула ружа
ђурђевскога прижељак славуја,
помислиће наша жељна душа
да је какав звучак твојих струја,
те самохран жељано спомиње
живо јато срећниј’ својих друга,
што их храни зраковита рука
и његове и њихне богиње“
Свој последњи концерт у Србији Јованка је одржала 15. априла 1881. године, када је отпутовала у иностранство. Од тада се у нашим новинама више није могло пронаћи име Јованке Стојковић. Последње године живота је провела у Паризу, где је једно време држала концерте, док су је Французи спомињали с дивљењем, називајући је „бриљантном словенском пијанисткињом”. У граду на Сени је умрла 14. марта 1892. године, а вест о њеној смрти је објављена у новосадском „Стражилову” и сомборском „Бачванину”.
Аугуст Шеноа је једном o Јованки Стојковић забележио:
→Гђица Стојковићева се и није отуђила својему народу: а то и чином посвједочи, изведши у сваком од својих концерата по једну композицију чувенога народнога складатеља Корнела Станковића. Иза тих комадах не би пљескању и кликовању ни краја ни конца. Овај њен потез, да свира домаће композиције, утолико је похвалнији, што она, пошто је дотле живела и концертирала у иностранству, није имала прилике да се упозна са домаћим композицијама.
Ни једна њена композиција није сачувана.
Иако се данас о Јованки Стојковић мало тога зна, ипак донекле се чува сећање на њу. О значају музичког стваралаштва ове српске уметнице писала је Стана Ђурић Клајн, пионир српске музикологије и прва жена музиколог у Србији. Угледни српски музиколог Александар Васић објавио је студију под насловом „Српска пијанисткиња Јованка Стојковић” посвећену лику и делу ове вишеструке уметнице. Животописом Јованке Стојковић бавио се писац и историчар Стеван Бугарски захваљујући коме данас имамо податке о правом пореклу Јованке Стојковић пре свега зато што је нашао податке о датуму рођења и именима родитеља, стрпљиво листајући матице римокатоличких цркава у Тамишкој жупанијској управи Националног архива у Темишвару. Српски композитор Дејан Деспић одао јој је почаст искомпоновавши „Почасницу Јованки Стојковић”. Маријана Кокановић Марковић, између осталог, истраживала је рецепцију Стојковићкиних извођења Бетовенових клавирских и камерних соната у оновременој домаћој штампи.. С друге стране, Растко Буљанчевић је размотрио концертну дјелатност ове српске уметнице из аспекта родне идеологије и национализма, уочивши у написима из српских, хрватских, словеначких, чешких, француских и аустријских гласила различите механизме родне, класне, политичке и идеолошке моћи.